# Mielce
Mielce (ukr. Мильці) – wieś (dawniej miasteczko) na Ukrainie w rejonie kowelskim, obwodzie wołyńskim, niedaleko jeziora Synowo. Wieś liczy 190 mieszkańców.
W II Rzeczypospolitej Mielce należały do wiejskiej gminy Datyń w powiecie kowelskim w woj. wołyńskim i liczyły w 1921 roku 158 mieszkańców.
Po wojnie miasteczko weszło w struktury administracyjne Związku Radzieckiego.
We wsi działa monaster św. Mikołaja.
Do 2020 w rejonie starowyżewskim.